# Jeanne-Françoise de La Lande

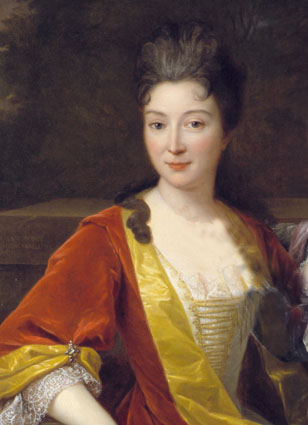
Jeanne-Françoise de La Lande.

Jeanne-Françoise de La Lande, född 1 december 1672, död 13 april 1761, var en fransk hovfunktionär. Hon var sekreterare hos madame de Maintenon, hovdam och under-guvernant till Frankrikes barn mellan 1704 och 1746, hovdam till Ludvig XV:s döttrar 1746–1749. 
Hon var dotter till greve Fiacre Biaudos de Castéja och Jeanne Guillerme och elev vid Maison royale de Saint-Louis 1686. Hon gifte sig 1696 med Jacques Solomon de La Lande. Hon betraktades vid hovet som ett fördelaktigt exempel på undervisningen vid Saint-Cyr. 